# Holly Lincoln-Smith
Holly Jane Lincoln-Smith (26 de marzo de 1988) es una deportista de waterpolo australiana que juega de centro. Su hermana es la competidora de skeleton, Emma Lincoln-Smith.  Son el primer grupo de hermanas australianas donde una compitió en los Juegos Olímpicos de Verano y la otra en los Juegos Olímpicos de Invierno. 
Empezó a jugar waterpolo a la edad de trece años mientras cursaba la escuela. Representó a Australia en las Olimpiadas de Londres de 2012, ganando una medalla de bronce.

## Personal
Lincoln-Smith nació el 26 de marzo de 1988 en Sídney.  Ella tiene dos hermanas y es la hija menor de sus padres.  Actualmente vive en Mona Vale, Nueva Gales del Sur.  En 2004, vivía en Warriewood, Nueva Gales del Sur.  En 2005, su padre se sometió a una cirugía a corazón abierto para extirpar un tumor y su madre fue diagnosticada con cáncer de mama.  En 2009, su hermana mayor murió "después de una larga batalla contra la anorexia y la depresión".  En 2010, su hermana Emma Lincoln-Smith representó a Australia en los Juegos Olímpicos de Invierno de 2010 en skeleton.  Las hermanas esperan convertirse en el primer grupo de hermanos olímpicos donde una compitió en los Juegos de Verano y la otra en los Juegos de Invierno.  Actualmente está involucrada en una relación a largo plazo.

## Waterpolo
Lincoln-Smith es una delantero central y prefiere usar gorra número dos o cuatro.  Comenzó a practicar este deporte cuando tenía 13 años en Mackellar Girls Campus, donde Debbie Watson, medallista de oro olímpica y entrenadora de waterpolo de la escuela, la molestó a probar el deporte.  Ha tenido una beca para waterpolo del Instituto de Deportes de Nueva Gales del Sur y del Instituto Australiano de Deportes .
En 2004, representó a Nueva Gales del Sur en los campeonatos nacionales U17 donde su equipo se impuso, fue la mejor anotadora de goles y fue nombrada jugadora del torneo.  Esta victoria fue uno de los factores que contribuyeron a que ella recibiera un llamado al equipo nacional junior.  En 2008, representó a Nueva Gales del Sur como miembro del equipo Sub-20 en los campeonatos nacionales.  Su equipo se llevó el oro a casa después de una victoria 9–6 sobre Australia Occidental, donde anotó tres goles en el partido.  La victoria de 2008 fue su cuarta y última victoria en el campeonato nacional U20.  En 2009, poco después de la muerte de su hermana mayor, se lesionó gravemente el hombro cuando se dislocó mientras estaba en el gimnasio y requirió una cirugía de reconstrucción.  Como resultado, no pudo competir en waterpolo durante nueve meses.

## Premios
En 2005, el Instituto de Deportes de Nueva Gales del Sur le otorgó a Lincoln-Smith el premio al logro sobresaliente internacional Ian Thorpe Grand Slam, y tuvo la oportunidad de conocer a Ian Thorpe .